# Aplonyx chenopodii
Aplonyx chenopodii är en tvåvingeart som beskrevs av Stefani 1908. Aplonyx chenopodii ingår i släktet Aplonyx och familjen gallmyggor.
Artens utbredningsområde är Italien. Inga underarter finns listade i Catalogue of Life.